# Empoasca spirosa
Empoasca spirosa är en insektsart som beskrevs av Irena Dworakowska och Chandrasekhara A. Viraktamath 1979. Empoasca spirosa ingår i släktet Empoasca och familjen dvärgstritar. Inga underarter finns listade i Catalogue of Life.